# Sosoye
Sosoye är en ort i Belgien.   Den ligger i provinsen Namur och regionen Vallonien, i den södra delen av landet, 94 km söder om huvudstaden Bryssel. Sosoye ligger 146 meter över havet och antalet invånare är 151.
Terrängen runt Sosoye är huvudsakligen platt, men åt nordost är den kuperad. Sosoye ligger nere i en dal. Runt Sosoye är det ganska tätbefolkat, med 75 invånare per kvadratkilometer.. Närmaste större samhälle är Namur, 20,0 km norr om Sosoye. 
Omgivningarna runt Sosoye är en mosaik av jordbruksmark och naturlig växtlighet.